# Differentialwandlergetriebe

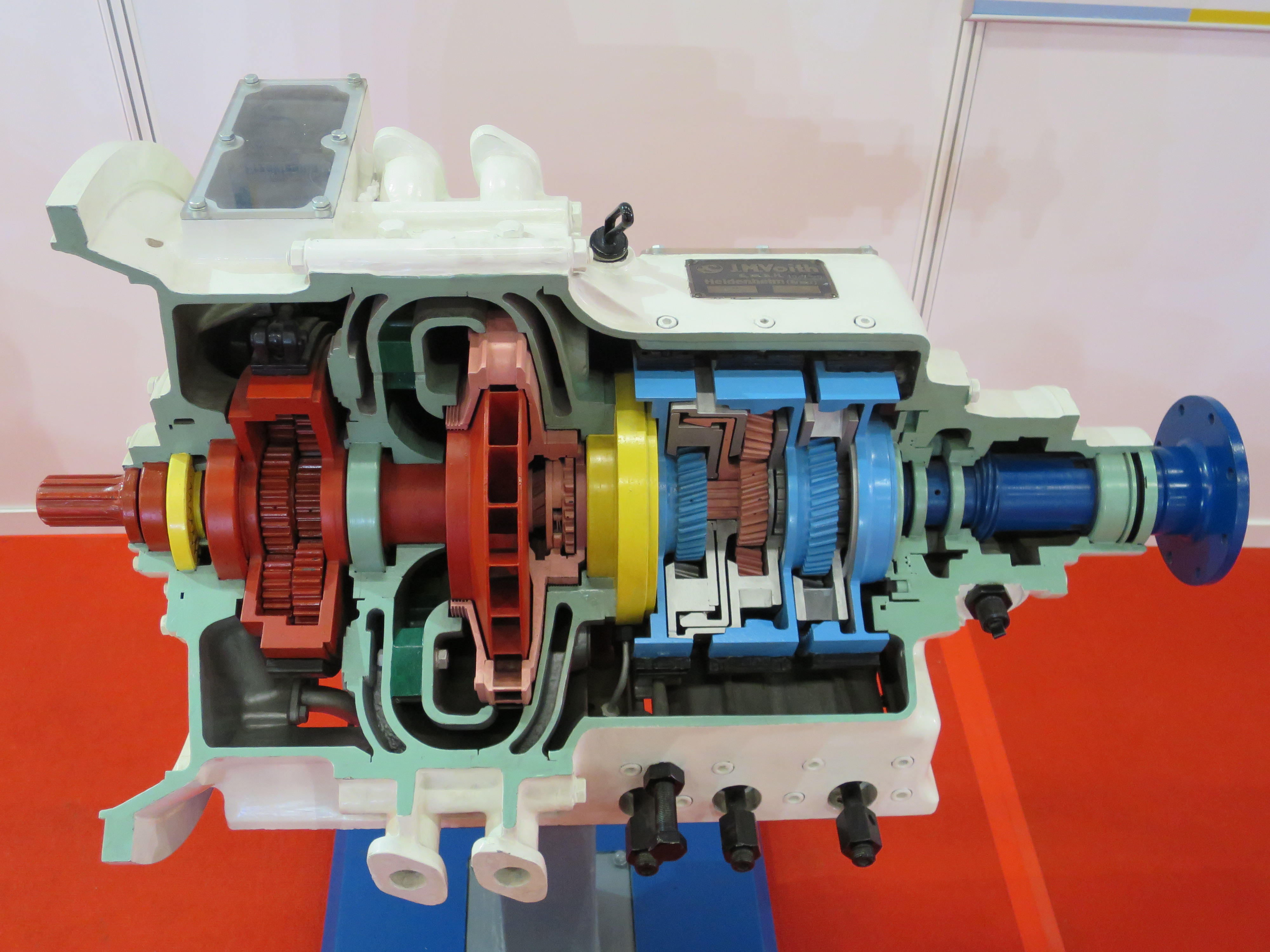
Voith Differentialwandlergetriebe DIWABUS 200D

Das Differentialwandlergetriebe ist ein hydromechanisches vollautomatisch schaltbares Getriebe, das vor allem bei Stadtomnibussen und Verbrennungstriebwagen bei geringerer Belastung verwendet wird. Mit ihm werden die Vorteile des hydraulischen Getriebes für den Anfahrbereich und des mechanischen Getriebes für den Dauerfahrbereich vereinigt, indem man ein Differential mit einem Strömungswandler kombiniert.

## Entstehungsgeschichte

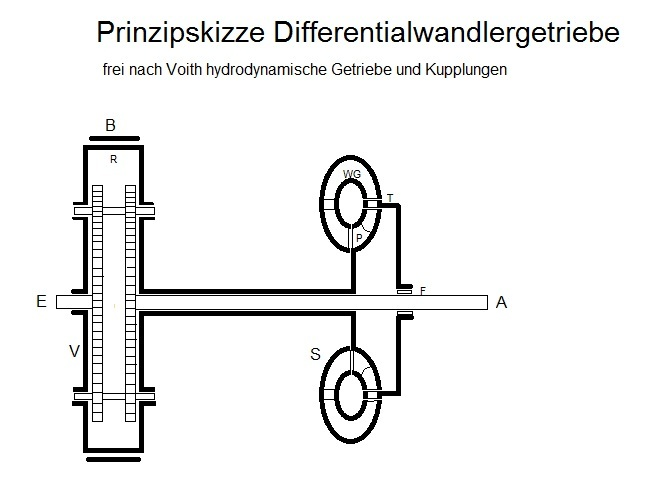
Prinzipskizze des Differentialwandler-Getriebes, E=Eingangswelle, V=Verteilergetriebe, S=Strömungswandler, P=Pumpenrad, T=Turbinenrad, WG=Wandlergehäuse, F=Freilauf, A=Ausgangswelle, B=Bremse für Verteilergetriebe

Entstanden war das Getriebe durch die jahrzehntelangen Erfahrungen beim Betrieb mit mechanischen und hydraulischen Getrieben. Dabei hatten mechanische Getriebe einen guten Wirkungsgrad bei der Kraftübertragung, benötigten jedoch eine Trennung von Motor und Übertragungseinheit beim Anfahren und Schalten. Das hydraulische Getriebe benötigt diese Anfahrhilfen in Form einer Kupplung nicht, hat jedoch bei Dauerbetrieb einen ungünstigeren Wirkungsgrad. Daher entstand für Fahrzeuge mit geringerer Antriebsleistung und bevorzugtem Einsatz eines Vollautomatikgetriebes das Differentialwandlergetriebe von Voith Heidenheim.
Durch die gleichzeitige Hinzunahme eines Planetengetriebes können in einem Gehäuse zusätzlich Nachschaltgetriebe und Wendegetriebe mit vereinigt werden. Diese Getriebekonfiguration gewährleistet einen stetigen und stabilen Zugkraftverlauf über einen großen Geschwindigkeitsbereich.

## Aufbau und Wirkungsweise
Die Wirkungsweise ist aus der beiliegenden Skizze zu entnehmen. Ist das Fahrzeug abgestellt und mit der Bremse gesichert, so wird durch das Verteilergetriebe das Gehäuse des Verteilergetriebes und über die Hohlwelle das Pumpenrad des hydraulischen Wandlers angetrieben. Dieser Zustand wird bei Anfahrt beibehalten, wenn bei gefülltem Wandler das Turbinenrad des Anfahrwandlers über den Freilauf die Abgangswelle antreibt.
Mit zunehmender Geschwindigkeit sucht sich der Kraftfluss den Weg des geringsten Widerstandes. Immer mehr Anteile werden über die Planetenräder direkt auf die Abgangswelle übertragen. Der Freilauf verhindert, dass diese Bewegungen über den mechanischen Teil des Getriebes auf das Turbinenrad des Wandlers übertragen werden und für eine zusätzliche Abbremsung sorgen.
Der Bediener des Fahrzeuges kann nach einem kurzen Anfahrvorgang diesen Vorgang des allmählichen Überganges von hydraulischem zu mechanischem Antrieb durch Festziehen der Bremse des Verteilergetriebes selbst beeinflussen. Dies empfiehlt sich z. B. bei Anfahren auf einer Gefällestrecke unter Teillast. Von Getriebe zu Getriebe ist es unterschiedlich, wann automatisch und unabhängig von Volllast und Teillast auf rein mechanischen Betrieb umgeschaltet wird.
Dieser Vorgang ist in Kennlinien dargestellt, die in Abhängigkeit vom verwendeten Gang im Planetengetriebe die betreffenden Drehzahlen und Drehmomente angeben. Für die Getriebe D 501 und D 502 sind sie in der Literatur ersichtlich. Das Planetengetriebe mit der vorhandenen Gangzahl kann variabel gewählt werden.